# WTA Arcachon
Das WTA-Turnier von Arcachon (offiziell: Arcachon Ladies Cup) war ein Damen-Tennisturnier der WTA Tour, das 1989 in Arcachon, Frankreich ausgetragen wurde.

## Siegerliste

### Einzel
| Jahr | Siegerin       | Finalgegnerin  | Ergebnis      |
| ---- | -------------- | -------------- | ------------- |
| 1989 | Judith Wiesner | Barbara Paulus | 6:3, 6:7, 6:1 |

### Doppel
| Jahr | Siegerinnen                       | Finalgegnerinnen            | Ergebnis |
| ---- | --------------------------------- | --------------------------- | -------- |
| 1989 | Sandra Cecchini Patricia Tarabini | Mercedes Paz Brenda Schultz | 6:3, 7:6 |